# Boguszyce (Toszek)
Boguszyce (deutsch: Boguschütz, 1936–1945 Gottschütz) ist ein Ort in der Stadt- und Landgemeinde Toszek im Powiat Gliwicki der Woiwodschaft Schlesien in Polen.

## Geografie
Boguszyce liegt drei Kilometer südwestlich von Toszek (Tost), 21 Kilometer nordwestlich von Gliwice (Gleiwitz) und 41 Kilometer nordwestlich von Katowice (Kattowitz).

### Nachbarorte
Nachbarorte von Boguszyce sind im Norden Toszek (Tost), im Südosten Ciochowice (Ciochowitz) und im Süden Słupsko (Slupsko).

## Geschichte
Bei der Volksabstimmung in Oberschlesien am 20. März 1921 stimmten 98 Wahlberechtigte für einen Verbleib bei Deutschland und 59 für Polen. Boguschütz verblieb beim Deutschen Reich. 1933 lebten im Ort 420 Einwohner. Am 12. Februar 1936 wurde der Ort in Gottschütz umbenannt. 1939 hatte der Ort 457 Einwohner. Bis 1945 befand sich der Ort im Landkreis Tost-Gleiwitz.
1945 kam der bisher deutsche Ort unter polnische Verwaltung und wurde in Boguszyce umbenannt und der Woiwodschaft Schlesien angeschlossen. 1950 kam der Ort zur Woiwodschaft Kattowitz. 1999 kam der Ort zum wiedergegründeten Powiat Gliwicki und zur neuen Woiwodschaft Schlesien.